# Eierstok

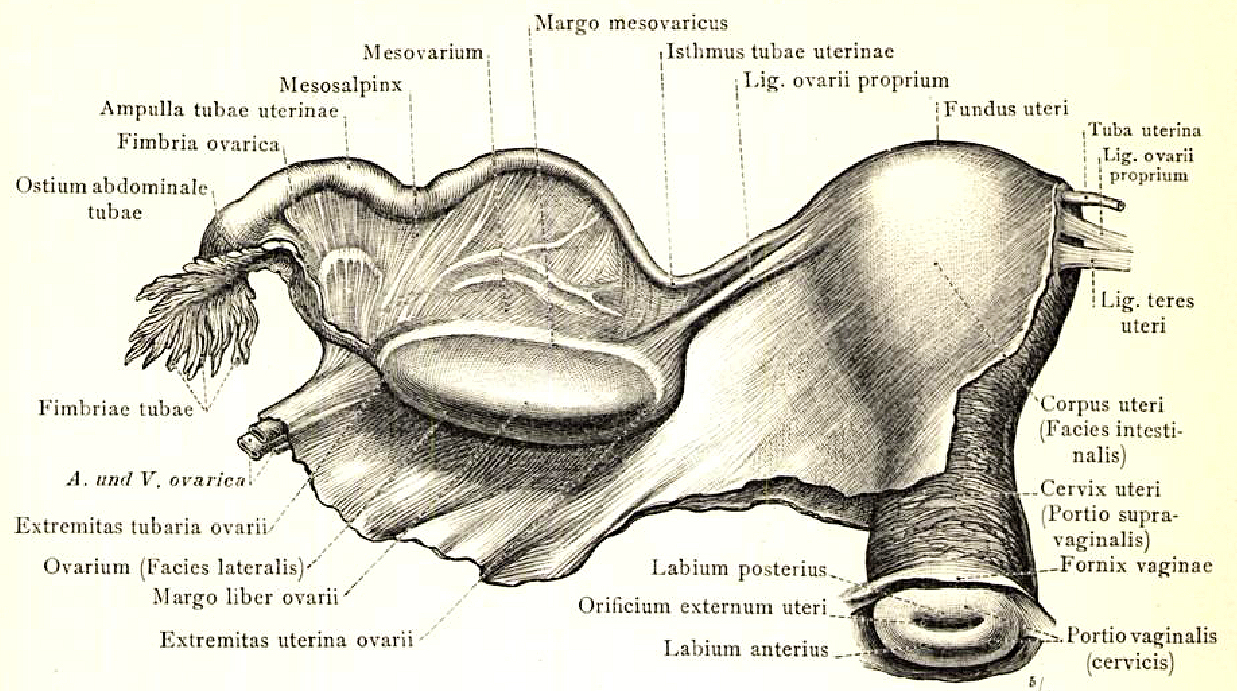
Baarmoeder, linker eileider en linker eierstok, in hun verbinding met het brede ligament van de baarmoeder, dat volledig is ontvouwd. Van achteren gezien, Van een maagd van negentien jaar oud.

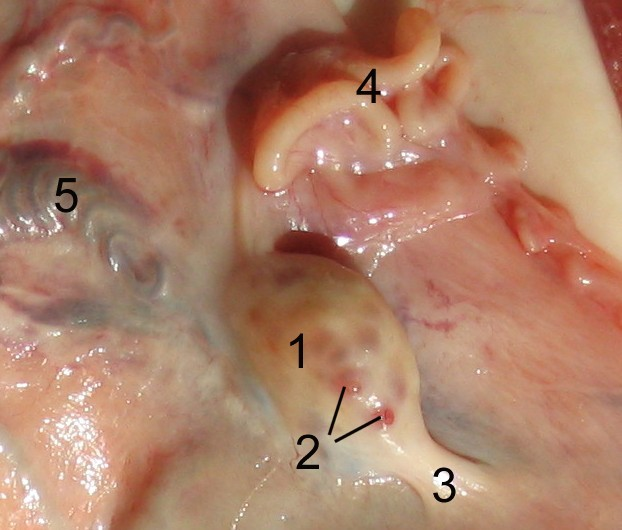
Eierstok (1) van een schaap, (2) tertiaire follikel, (3) Ligamentum ovarii proprium, (4) eileider, (5) Arteria en vena ovarica in mesovarium

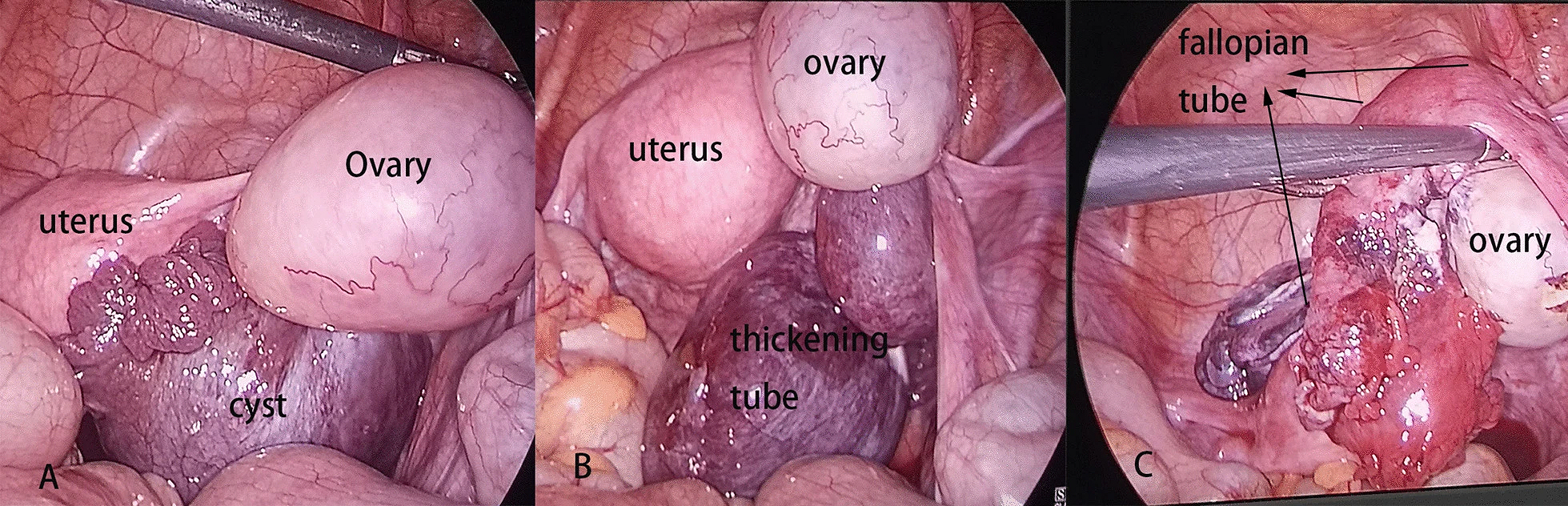
Eierstok en eileider met cyste

Een eierstok of ovarium is het orgaan in de vrouw waar de eicellen zijn opgeslagen. Via de eileider kan de eicel de baarmoeder bereiken.

## Ligging en bouw van eierstok
Een vrouw heeft twee eierstokken die links en rechts naast de baarmoeder in de buikholte liggen. De eierstok zit vast aan enkele bandjes (ligamenten), namelijk: ligamentum suspensorium ovarii (met bloedvaten voor de eierstok: arteria en vena ovarica), ligamentum ovarii proprium, en ligamentum latum uteri (met bloedvaten vanuit baarmoeder naar eierstok, en de urineleider (ureter)). Het ligamentum latum uteri is een tentachtige verdikking (duplicatie) van het buikvlies dat de baarmoeder van achteren bedekt en de laterale verbinding met het bekken vertegenwoordigt. Het ligament bestaat uit dicht bindweefsel.[1]
De eierstokken bevinden zich onder de eileiders en zijn bevestigd door het ligamentum latum uteri en het ligamentum ovarii proprium. Het grootste deel van het baarmoederligament tussen de eierstok en de baarmoeder wordt het mesometrium[3] genoemd en het gebied tussen de eierstok en rond de eileiders wordt de mesosalpinx[4] genoemd. Het gedeelte dat de eierstok bedekt is het mesovarium of mesenterium van de eierstokken.
Een ovarium is amandelvormig en heeft een lengte tot 4 cm, breedte van 1,5 tot 2 cm, een dikte van 1 cm en weegt 2,5 - 7,5 gram (met name afhankelijk van leeftijd van de vrouw). In een ovarium zijn twee lagen te onderscheiden, namelijk de schors (cortex) en het merg (medulla). In de cortex liggen de follikels met daarin de toekomstige eicellen (oöcyten). Het merg bestaat uit vaatrijk losmazig bindweefsel. Er is geen duidelijke grens tussen de schors en het merg.
Het stroma van de schors wordt gevormd door spoelvormige bindweefselcellen en fijne collagene vezels. Dicht onder het oppervlak ligt de tunica albuginea. Dit laagje geeft het ovarium een witte kleur (albuginea = witmakend).

## Functies van de eierstok

### Voortplanting
In de eierstok komen verschillende cellen voor. Centraal in de eierstok (het merg) zitten de bloedvaten en zenuwen. In de periferie (de cortex) zitten met name de eiblaasjes (follikels) in allerlei ontwikkelingsstadia: primordiale follikel, primaire follikel, secundaire follikel, tertiaire follikel, graaffollikel. De laatste is genoemd naar Reinier de Graaf. Deze follikels bevatten verschillende cellen: de eicel (oöcyt), de granulosacel, en de thecacel.
Ongeveer halverwege de menstruatiecyclus wordt een van de eicellen rijp onder invloed van het follikelstimulerend hormoon (FSH), dat door de hypofyse wordt afgescheiden. Tijdens de ovulatie komt de rijpe eicel vrij. Het eiblaasje heet nu corpus rubrum (rood lichaam in verband met bloed in de follikel). De cellen van de theca interna en de membrana granulosa  worden groter, en gaan vetoplosbare lipochromen bevatten (dit is geel) waardoor het nu het corpus luteum (het gele lichaam) gaat heten. Dit lichaam blijft tot het einde van de menstruatiecyclus indien geen zwangerschap optreedt.
De eisprong of de gevolgen daarvan (beetje bloed en follikelvloeistof in de buikholte) wordt door sommige vrouwen gevoeld, dit wordt middenpijn genoemd omdat het halverwege tussen twee menstruaties optreedt.
Soms worden meerdere eicellen tegelijk rijp en ovuleren beide eiblaasjes. Als deze bevrucht worden kan dat leiden tot een meerling.
De eierstokken van een vrouw vormen, in tegenstelling tot de testes van een man, tijdens haar leven geen nieuwe cellen voor de voortplanting. Bij de geboorte van een meisje zijn de eierstokken al voorzien van meer dan 2 miljoen onrijpe eicellen (de primordiale follikels), waarvan er gedurende het vruchtbare deel van het leven van de vrouw misschien een paar honderd rijp zullen worden.

### Hormoonproductie
De eierstokken produceren verschillende hormonen die een rol spelen in de menstruatiecyclus, secundaire geslachtskenmerken en seksualiteit:
- oestrogeen geproduceerd in de follikels met name voor de ovulatie;
- progesteron geproduceerd in het corpus luteum na de ovulatie;
- androgenen (o.a. testosteron).